# Yap
Yap (llamada Wa'ab por los autóctonos de la isla) es una isla de las Carolinas del océano Pacífico occidental, además del estado más al oeste de los Estados Federados de Micronesia. Yap consiste en realidad en cuatro islas continentales muy cercanas, juntas y unidas en un arrecife de coral y enteramente formado de una edificación de la placa euroasiática. El terreno está formado principalmente por colinas ondulantes densamente cubiertas de vegetación. Los pantanos alinean gran parte de la orilla. Una barrera externa de arrecifes rodea las islas, encerrando una laguna entre los arrecifes colindantes y el borde interno de la barrera.

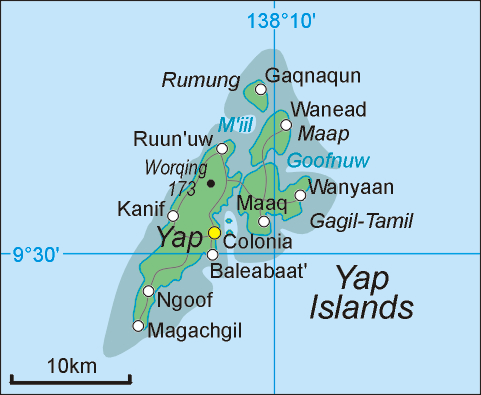
Mapa de la Isla de Yap

Colonia es la capital del Estado de Yap. Administra Yap y unos 130 atolones que alcanzan al este y sur por unos 800 km (500 mi). La población en 2003 era de 6300 personas en Colonia y otras diez municipalidades. El estado tiene un área total de 102 km².

## Historia
Yap fue el centro de un área cultural que iba desde las islas Palaos hasta las islas Chuuk. De este periodo quedan numerosas ruinas y el conocido uso de los discos de piedra como moneda. Probablemente fueron vistas por los portugueses en 1526, pero Yap quedó oficialmente bajo dominio español después de ser redescubiertas por el español Francisco Lazcano en 1686.
En agosto de 1885, durante la crisis de las Carolinas, fue ocupada por Alemania y restituida a España en diciembre por mediación papal, cediéndole esta a  Alemania una estación naval que se convertiría en centro de comunicación naval alemán hasta la Primera Guerra Mundial. Llegaron a Yap minorías de chamorros que hablan una mezcla de español, austronesio, japonés y alemán y profesan la religión católica. De la época colonial se conserva el Spanish Fort. En septiembre de 1914 fue ocupada por las tropas japonesas y fue cedida a Japón en el Tratado de Versalles en 1919.
Durante la Segunda Guerra Mundial la isla se convirtió en campo de batalla entre Japón y los Estados Unidos. Una vez acabada de la guerra Yap fue ocupada por las tropas estadounidenses, que habían optado por aislar a la fuerte guarnición japonesa desechando el asalto. Estados Unidos mantuvo la administración de la isla como la del resto de las Carolinas bajo un fideicomiso de la ONU, el Territorio en Fideicomiso de las Islas del Pacífico hasta 1986 que pasaron a tener un estatus de más autonomía. El 22 de diciembre de 1990, Yap, Chuuk, Ponapé y Kosrae se independizaron formando la Federación de estados de Micronesia.

## Economía y cultura

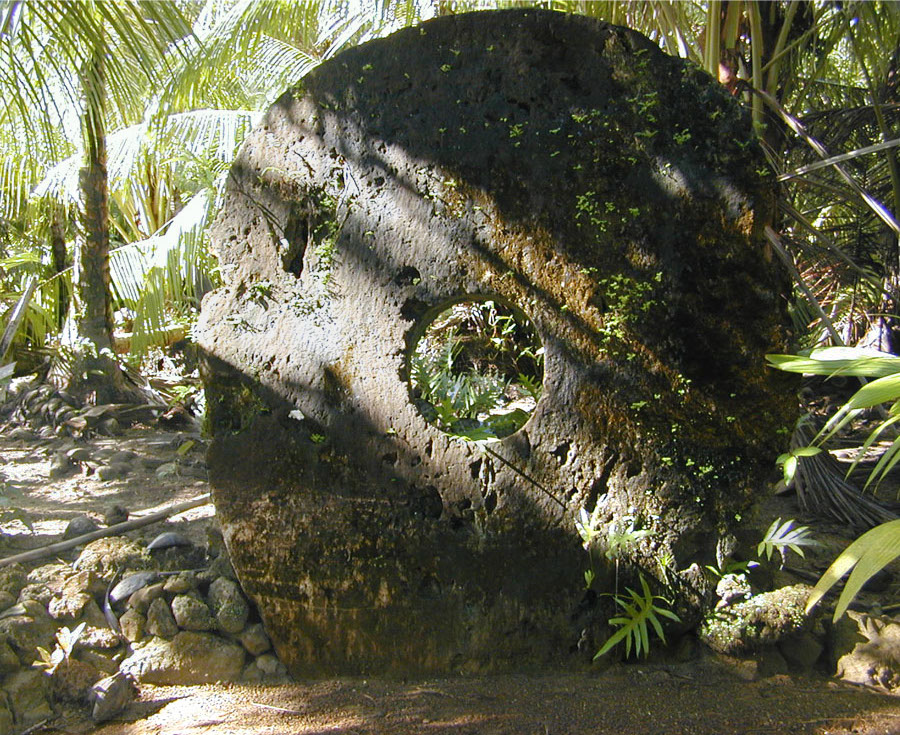
Moneda tradicional de Yap

En comparación con los demás Estados miembros de Micronesia, Yap es un estado relativamente bien acomodado. Una parte de la población depende de la agricultura de subsistencia y de la pesca para por lo menos parte de su sustento. Muchas familias cultivan taro, ñame, verduras  y bananas para su propio consumo.
Los habitantes de esta isla aún conservan sus tradiciones más añejas. La población de la isla y los atolones que la rodean asciende a los 6300 habitantes. Para mantener vivo su comercio, los yap utilizan un curioso sistema monetario, basado en el intercambio de piedras de distintas dimensiones, denominadas piedras rai; las más grandes alcanzan a medir cuatro metros y un peso de cinco toneladas. El valor de “la moneda de cambio” varía en función del tamaño de la roca. Por ejemplo, con una moneda de 10 centímetros se puede comprar un cerdo, con una de cuatro metros, se puede adquirir todo un poblado. Los habitantes de la zona conocen el nombre y la historia de todos los propietarios de las grandes piedras.
En la arquitectura tradicional destacan las casas de reuniones (Faluw) construidas sobre un zócalo de coral con esculturas de madera. Algunos pueblos están unidos por caminos antiguos con un empedramiento tradicional y extraordinario en las islas del pacífico. El pueblo de Kaday en el sur de la isla Wa'ab cuenta con algunos edificios construidos en el estilo tradicional bien conservados. En el Yap Living History Museum, fundado en Colonia en 2005, fueron reconstruidos varios edificios en el estilo auténtico.
La lengua más difundida, además del inglés, es el idioma yapés.

## Clima
| Parámetros climáticos promedio de Yap                              | Parámetros climáticos promedio de Yap | Parámetros climáticos promedio de Yap | Parámetros climáticos promedio de Yap | Parámetros climáticos promedio de Yap | Parámetros climáticos promedio de Yap | Parámetros climáticos promedio de Yap | Parámetros climáticos promedio de Yap | Parámetros climáticos promedio de Yap | Parámetros climáticos promedio de Yap | Parámetros climáticos promedio de Yap | Parámetros climáticos promedio de Yap | Parámetros climáticos promedio de Yap | Parámetros climáticos promedio de Yap |
| Mes                                                                | Ene.                                  | Feb.                                  | Mar.                                  | Abr.                                  | May.                                  | Jun.                                  | Jul.                                  | Ago.                                  | Sep.                                  | Oct.                                  | Nov.                                  | Dic.                                  | Anual                                 |
| ------------------------------------------------------------------ | ------------------------------------- | ------------------------------------- | ------------------------------------- | ------------------------------------- | ------------------------------------- | ------------------------------------- | ------------------------------------- | ------------------------------------- | ------------------------------------- | ------------------------------------- | ------------------------------------- | ------------------------------------- | ------------------------------------- |
| Temp. máx. abs. (°C)                                               | 32.8                                  | 33.9                                  | 33.9                                  | 35                                    | 35                                    | 34.4                                  | 33.9                                  | 35.6                                  | 34.4                                  | 34.4                                  | 34.4                                  | 35.6                                  | 35.6                                  |
| Temp. máx. media (°C)                                              | 30.1                                  | 30.2                                  | 31.1                                  | 31.2                                  | 30.9                                  | 30.7                                  | 30.6                                  | 30.8                                  | 30.9                                  | 30.9                                  | 30.4                                  | 30.7                                  | 30.7                                  |
| Temp. media (°C)                                                   | 26.8                                  | 26.9                                  | 27.5                                  | 27.6                                  | 27.3                                  | 27.1                                  | 27.1                                  | 27.1                                  | 27.2                                  | 27.3                                  | 27.1                                  | 27.2                                  | 27.2                                  |
| Temp. mín. media (°C)                                              | 23.5                                  | 23.5                                  | 24.0                                  | 24.1                                  | 23.8                                  | 23.6                                  | 23.4                                  | 23.4                                  | 23.5                                  | 23.7                                  | 23.8                                  | 23.7                                  | 23.7                                  |
| Temp. mín. abs. (°C)                                               | 19.4                                  | 18.9                                  | 18.9                                  | 19.4                                  | 18.3                                  | 18.9                                  | 18.3                                  | 18.9                                  | 18.9                                  | 17.2                                  | 18.3                                  | 17.2                                  | 17.2                                  |
| Precipitación total (mm)                                           | 186.2                                 | 151.9                                 | 151.4                                 | 146.3                                 | 230.1                                 | 322.3                                 | 369.3                                 | 386.1                                 | 343.2                                 | 304                                   | 230.4                                 | 228.3                                 | 3049.5                                |
| Días de precipitaciones (≥ 1.0 mm)                                 | 16.8                                  | 13.4                                  | 13.7                                  | 12.6                                  | 17.1                                  | 20.2                                  | 21.2                                  | 20.9                                  | 19.3                                  | 20.1                                  | 18.7                                  | 17.6                                  | 211.6                                 |
| Horas de sol                                                       | 210.8                                 | 211.9                                 | 251.1                                 | 255.0                                 | 244.9                                 | 201.0                                 | 189.1                                 | 176.7                                 | 180.0                                 | 170.5                                 | 192.0                                 | 198.4                                 | 2481.4                                |
| Humedad relativa (%)                                               | 82                                    | 81                                    | 80                                    | 79                                    | 81                                    | 83                                    | 84                                    | 84                                    | 84                                    | 84                                    | 83                                    | 83                                    | 82.3                                  |
| Fuente n.º 1: Weatherbase                                          |                                       |                                       |                                       |                                       |                                       |                                       |                                       |                                       |                                       |                                       |                                       |                                       |                                       |
| Fuente n.º 2: Hong Kong Observatory (sun, precipitation 1961-1990) |                                       |                                       |                                       |                                       |                                       |                                       |                                       |                                       |                                       |                                       |                                       |                                       |                                       |

## Galería

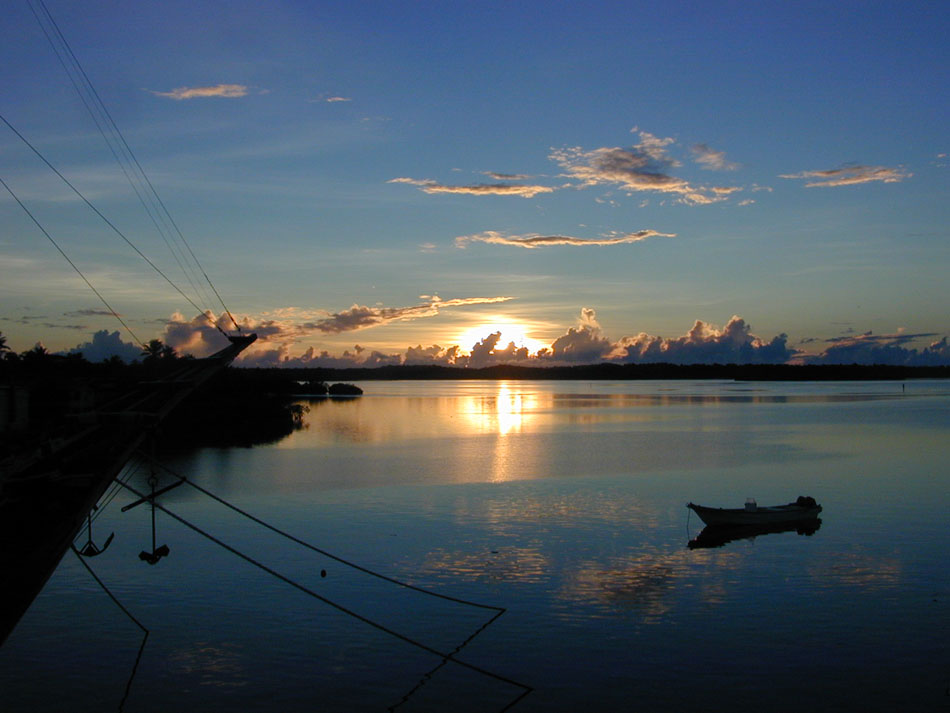
Atardecer en Colonia
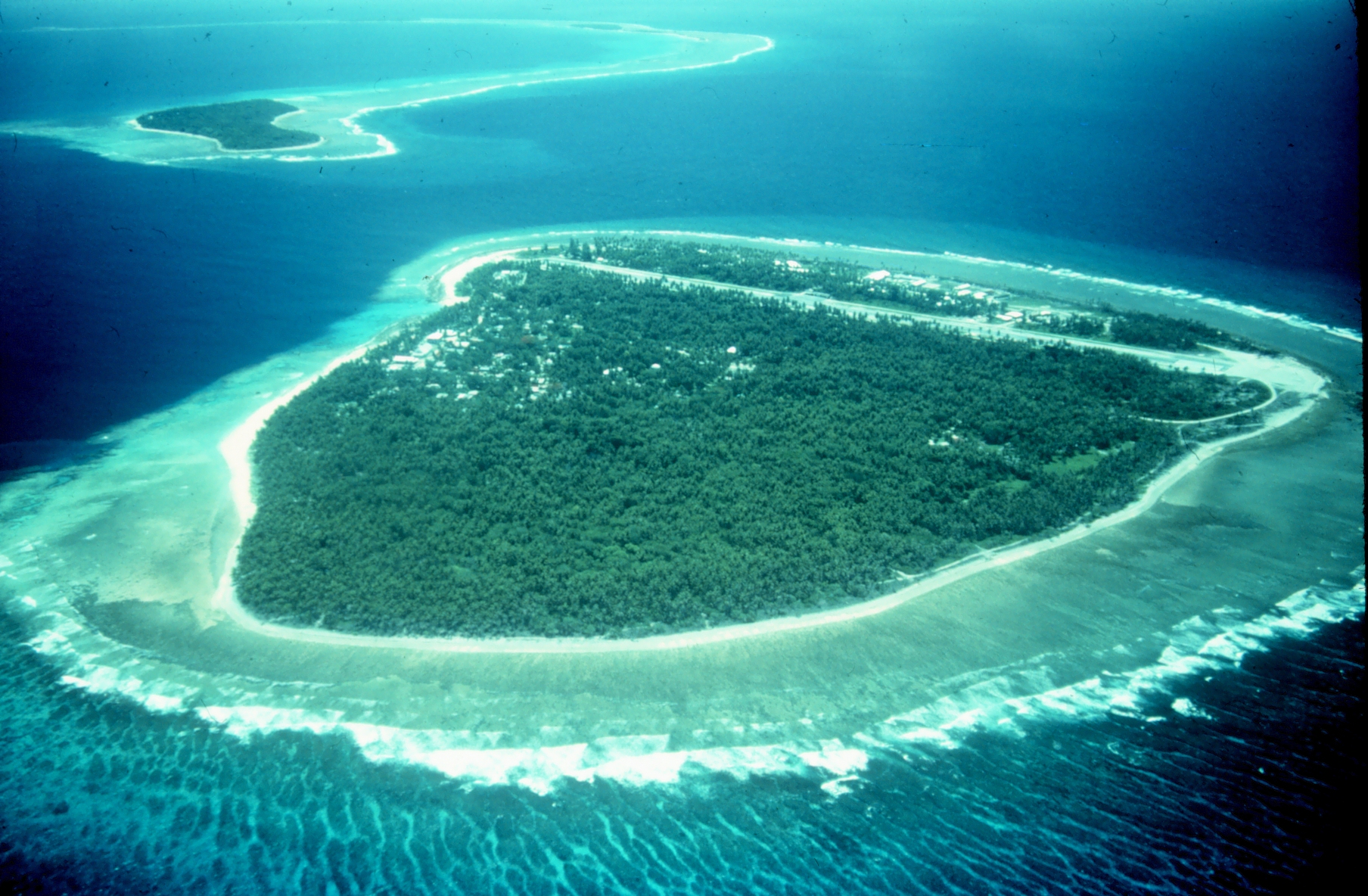
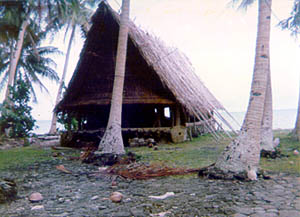
Casa (Faluw) de reuniones en Rull
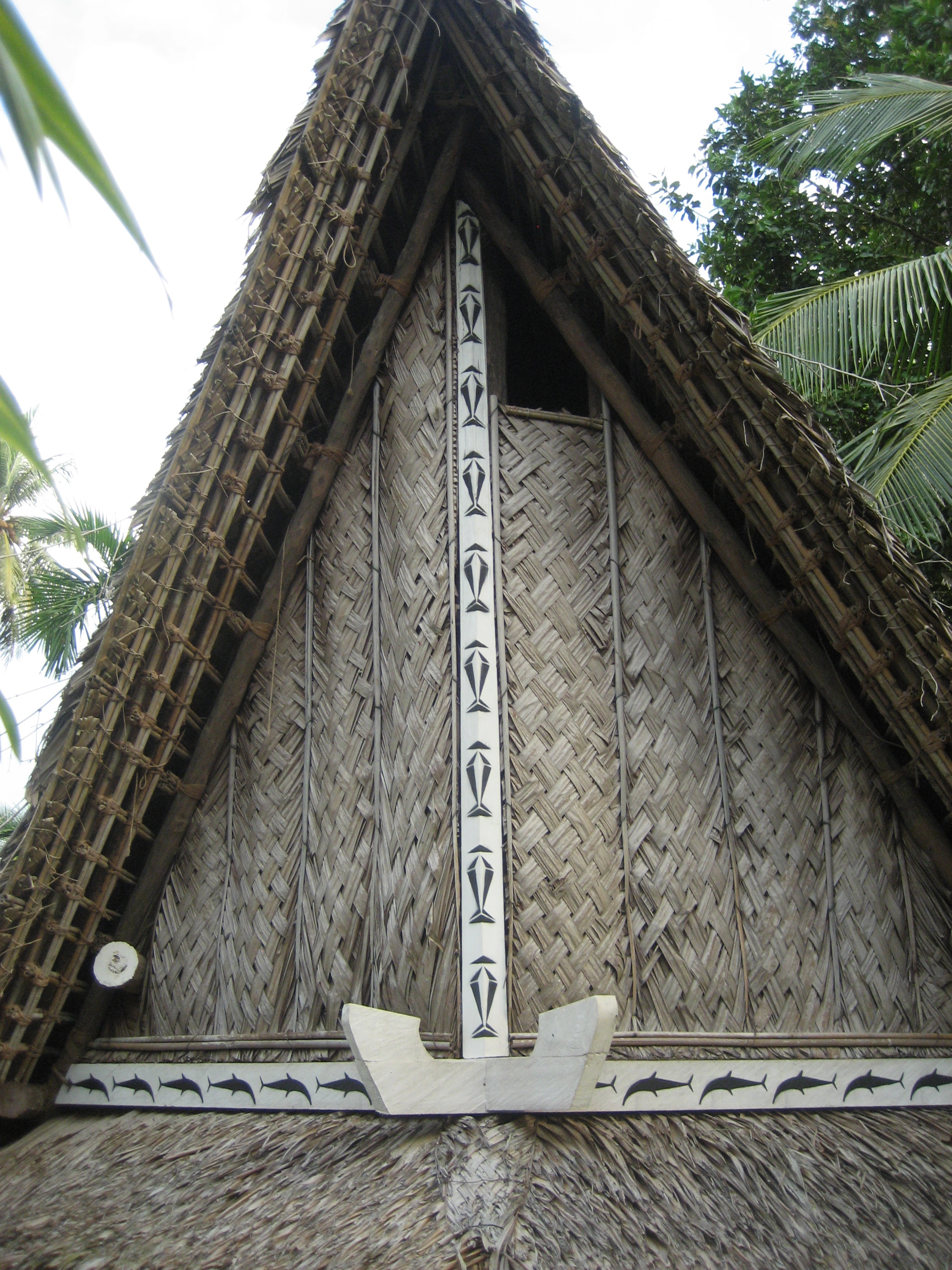
Aguilón de una casa tradicional
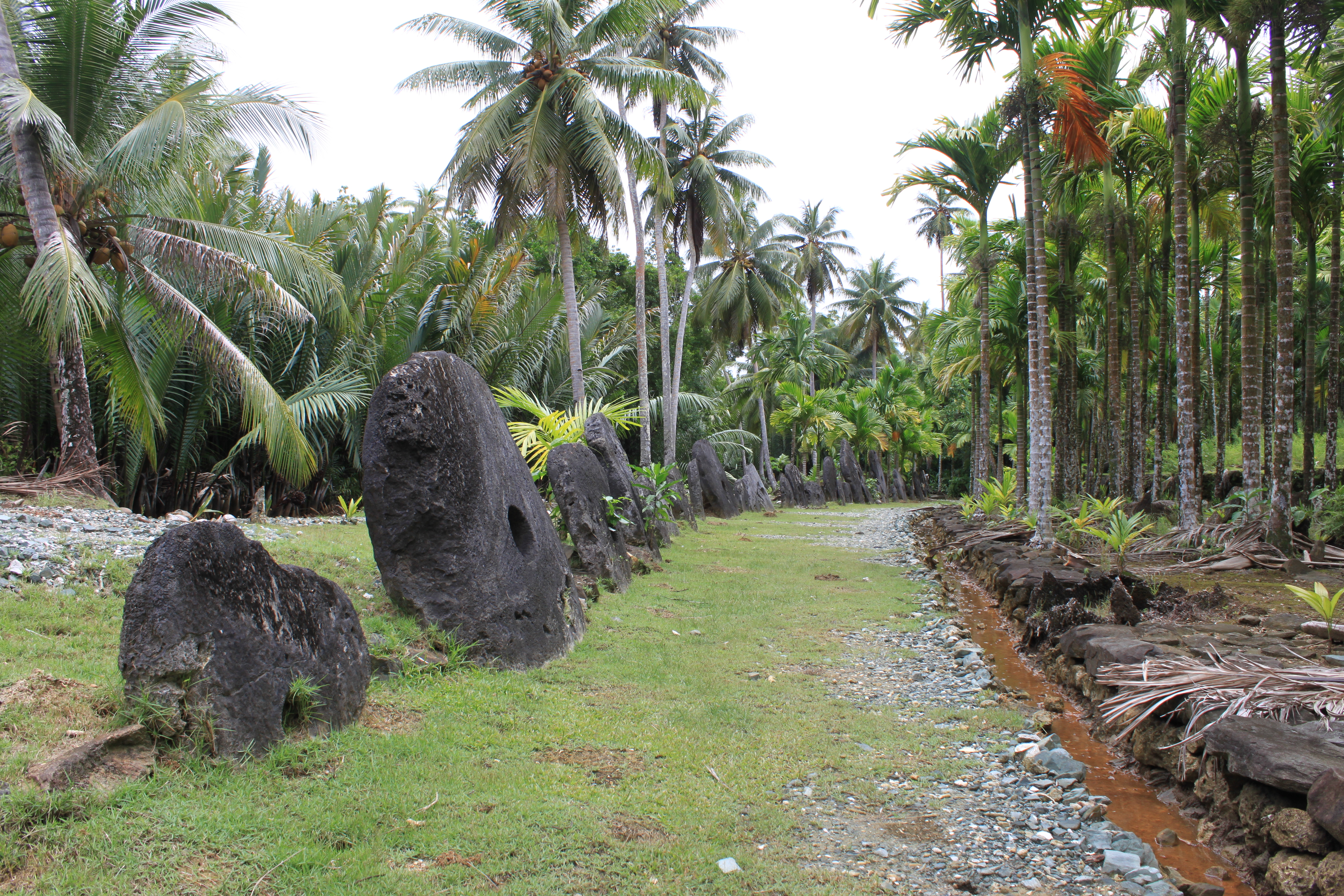
Dinero Rai en Gal, comunidad de Kanifay, isla de Yap
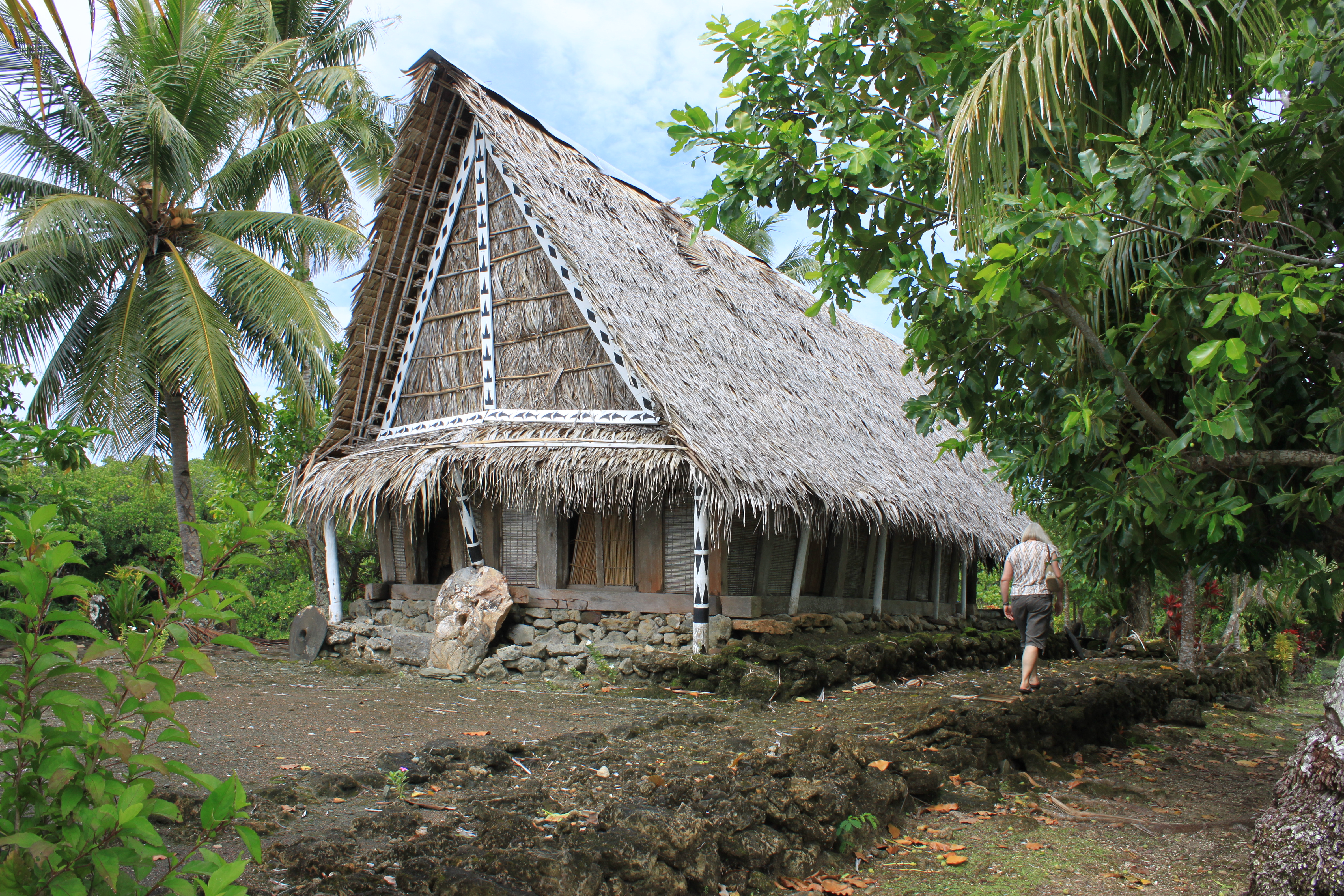
Casa de reuniones (Faluw) en Gal, comunidad de Kanifay, isla de Yap
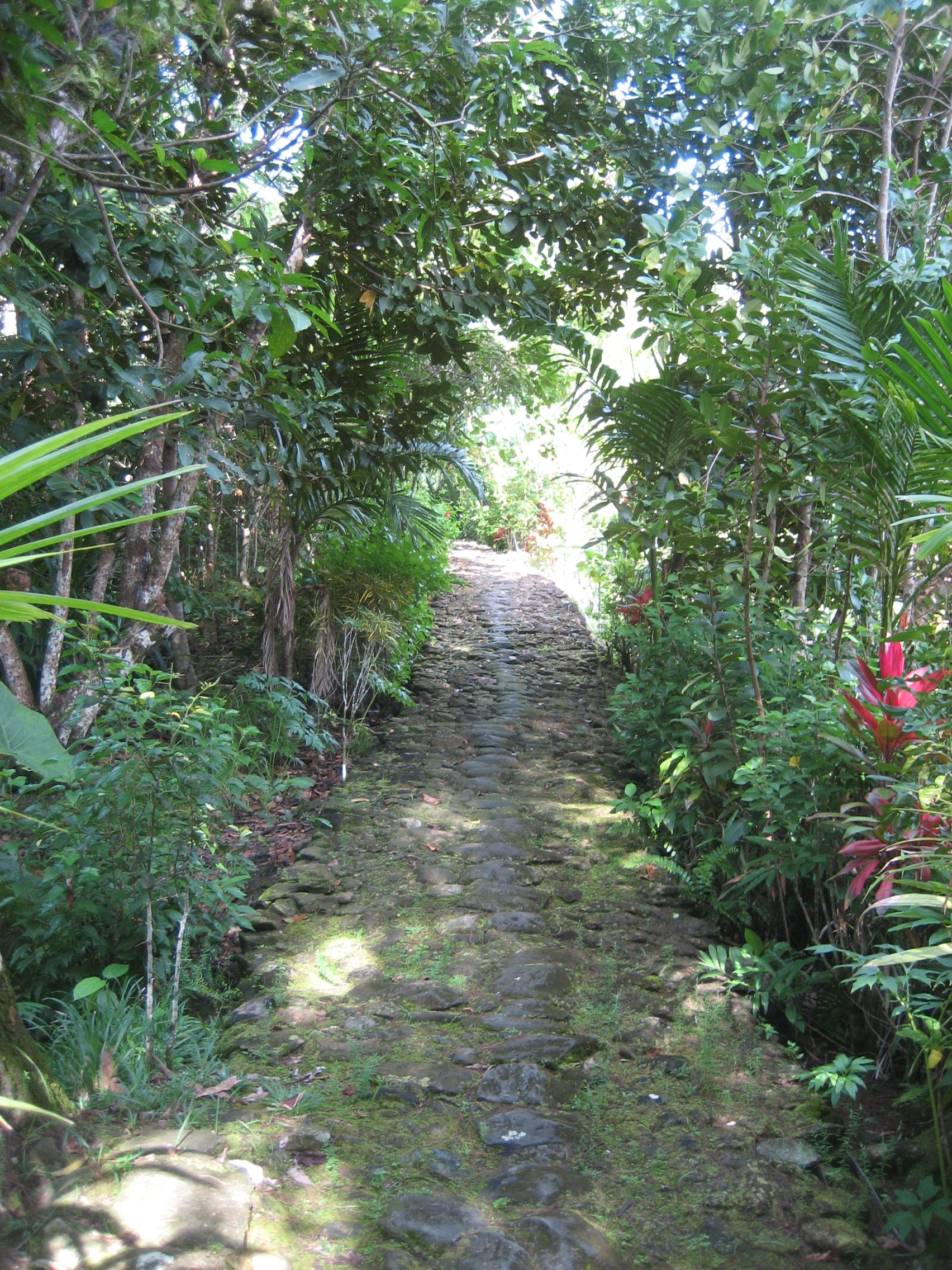
Empedramiento tradicional de un camino antiguo
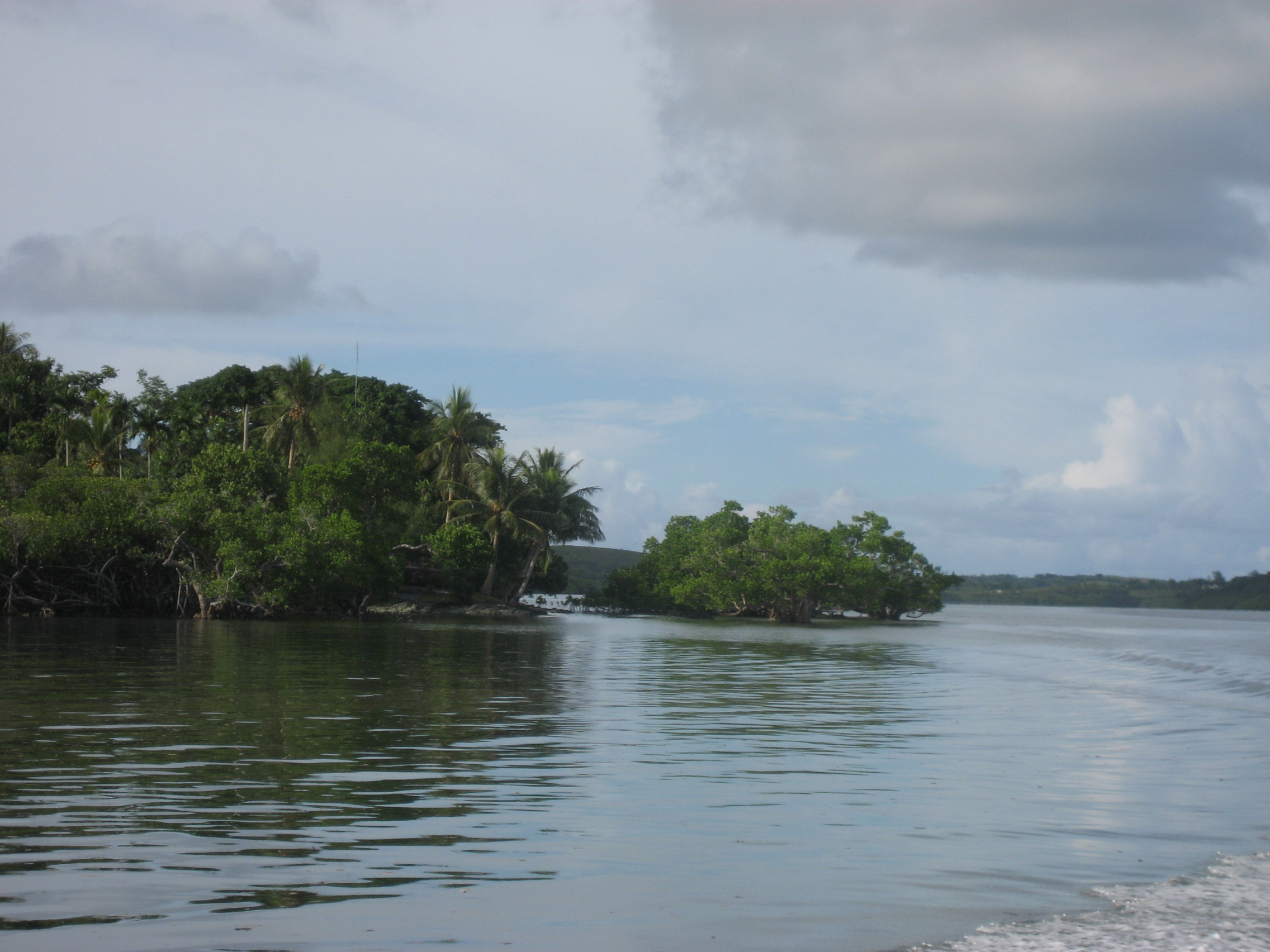
Costa de manglares de Yap

## Deporte
- Selección de fútbol de Yap